# 愛你這樣傻
《愛你這樣傻（EP）》是香港歌手黎瑞恩的第一張Remix SingleEP，在1994年1月推出。專輯收錄新歌 Remix 《愛你這樣傻 （Unplugged Version）》以及三首精選歌曲。

## 曲目
| 曲序 | 曲名                            | 曲     | 詞     | 編曲   | 附註                                             |
| 01   | 愛你這樣傻（Unplugged Version） | 盧東尼 | 向雪懷 | 盧東尼 |                                                  |
| 02   | 一人有一個夢想                  | 盧東尼 | 向雪懷 | 盧東尼 | 國語版本為《一人有一個夢想》及藍心湄《一見鍾情》 |
| 03   | 發誓                            | 安格斯 | 安格斯 | 安格斯 |                                                  |
| 04   | 雨季不再來                      | 黃凱芹 | 黃凱芹 | 蘇德華 |                                                  |

## 唱片版本
- CD版